# Økernsenteret
Økernsenteret er et storcenter i bydelen Bjerke i Oslo, Norge. Centret ligger på sydsiden af Østre Aker vei halvanden kilometer sydøst for Sinsenkrysset. 
Da centret blev bygget i 1970, var det med sine 18 etager Norges højeste kontorbygning og et af de højeste byggerier i Oslo. Det var et af de første indkøbscentre som blev bygget for at aflaste Oslo centrum. Arkitekterne var Håkon Mjelva og Per Norseng.
Økernsenteret har bank, postkontor, og en række butikker placeret i to lavere pavilloner, mens kontorerne ligger på de højere etager. T-banens Økern Station ligger i tilknytning til centret.